# Neobatrachia
A Neobatrachia a kétéltűek osztályába és a békák vagy farkatlan kétéltűek (Anura) rendjébe tartozó alrend.

## Rendszerezés
Az alrendbe az alábbi öregcsaládok és családok tartoznak

### Hyloidea
- Allophrynidae (Goin, Goin & Zug, 1978) – 3 faj
- erszényesbéka-félék (Amphignathodontidae)  (Boulenger, 1882)  – 52 faj
- nyergesbékafélék (Brachycephalidae) (Günther, 1858) – 6 faj
- varangyfélék (Bufonidae) (Gray, 1825) – 463 faj
- üvegbékafélék (Centrolenidae) (Taylor, 1951) – 135 faj
- kísértetbéka-félék (Heleophrynidae) (Noble, 1931) – 6 faj
- lapátorrúbéka-félék (Hemisotidae) (Cope, 1867) – 9 faj
- levelibéka-félék (Hylidae) (Rafinesque, 1815) – 856 faj
- füttyentőbéka-félék (Leptodactylidae) (Werner, 1896) – 1132 faj
- mocsárjáróbéka-félék (Limnodynastidae) (Lynch, 1969) – 50 faj
- Myobatrachidae (Schlegel, 1850) – 70 faj
- gyomorköltő békafélék (Rheobatrachidae) (Heyer & Liem, 1976) – 2 kihalt faj
- orrosbékafélék vagy szájköltőbékák  (Rhinodermatidae) (Bonaparte, 1850) – 2 faj

### Ranoidea
- Arthroleptidae (Mivart, 1869) – 49 faj
- Astylosternidae (Noble, 1927) – 29 faj
- Aromobatidae – 17 faj
- nyílméregbéka-félék (Dendrobatidae) (Cope, 1865) – 251 faj
- mászóbékafélék (Hyperoliidae) (Laurenti, 1943) – 145 faj
- aranybékafélék (Mantellidae) (Laurenti, 1946) – 156 faj
- szűkszájúbéka-félék (Microhylidae) (Günther, 1858) – 395 faj
- Nasikabatrachidae (Biju & Bossuyt, 2003) – 1 faj
- Petropedetidae (Noble, 1931) – 105 faj
- valódi békafélék (Ranidae) (Rafinesque, 1814) – 662 faj
- evezőbéka-félék (Rhacophoridae) (Hoffman, 1932) – 221 faj
- Seychelle-szigeteki békafélék (Sooglossidae) (Noble, 1931) – 4 faj